# クリーム (バンド)
クリーム（Cream）は、イングランド出身のスリーピース・ロックバンド。1966年、既に成功を収めていたバンドで活動していたジャック・ブルース、エリック・クラプトン、ジンジャー・ベイカーが結成した、ロック界初のスーパーグループの1つである。1968年に解散したが、僅か2年半の活動で世界を席巻して後続のミュージシャンに多大な影響を与えた。
世界でのアルバム総売上は3500万枚以上に及び、 『クリームの素晴らしき世界』（1967年）は世界初のプラチナ認定を受けた2枚組のアルバムとなった。
VH1誌の 100 Greatest Artists of Hard Rock で第16位、「ローリング・ストーンの選ぶ歴史上最も偉大な100組のアーティスト」において第66位に選ばれた。

## 概要
彼等はスタジオではブルース、ポップ、サイケデリアを融合させたサウンドを展開した。一方ステージでは、ジャズやブルースの即興演奏（インプロビゼーション）をロックに導入した先駆者としてスタジオ録音では数分程度だった曲を10分以上かけて演奏。ワウなど当時の最新機材を駆使して大音量のエレクトリックサウンドを披露したことと合わせて、ジミ・ヘンドリックスと共に1960年代のハードロックの源流をなして、同ジャンルの基礎を創り上げたと評されている。
楽曲には「クロスロード」や「スプーンフル」などの伝統的なブルースを基本としたもの、「悪い星の下に」などのモダンなブルース、さらにエキセントリックな「ストレンジ・ブルー」「英雄ユリシーズ」「いやな奴」などがある。ヒット曲としては「アイ・フィール・フリー」(UK, #11)、 「サンシャイン・ラブ」(US, #5)、「ホワイト・ルーム」(US, #6),「クロスロード」(US, #28)、 「バッジ」などが挙げられる。ブルースが作詞家のピート・ブラウンと共作してリード・ボーカルを取った曲が多かったが、ライブ・アルバムに明らかなように、彼等は全く対等の高度な演奏力を駆使して火花を散らしながら強烈なアドリブを繰り広げ、誰か一人がリーダーシップを取って他を牽引することはなかった。アメリカのレコード会社には彼等をクラプトンとそのバックバンドとして売り出すことを提案されたが、勿論拒否した。
彼等の音楽性と演奏スタイルは、レッド・ツェッペリンに代表される後続のブリティッシュ・ハードロック・バンド、マウンテンやグランド・ファンク・レイルロードなどのアメリカン・ハードロック・バンド、、オールマン・ブラザーズ・バンド、グレイトフル・デッド、フィッシュなどのジャムバンド、ラッシュなどのプログレッシブ・ロックバンドにも影響を与えた。
因みにベイカーは、音楽誌のインタビューで「クリームがロックだった事は一度もない。あれはインプロヴィゼーションだ」「レッド・ツェッペリンもヘヴィ・メタルも嫌いだ。巨大アンプの爆音が苦痛で堪らなかったからだ」と、後続のバンドやミュージシャンに影響を与えたヘヴィサウンドに嫌悪感を示した。

## メンバー
- ジャック・ブルース (Jack Bruce) - ボーカル/ベース/ハーモニカ
- エリック・クラプトン (Eric Clapton) - ギター/ボーカル
- ジンジャー・ベイカー (Ginger Baker) - ドラムス

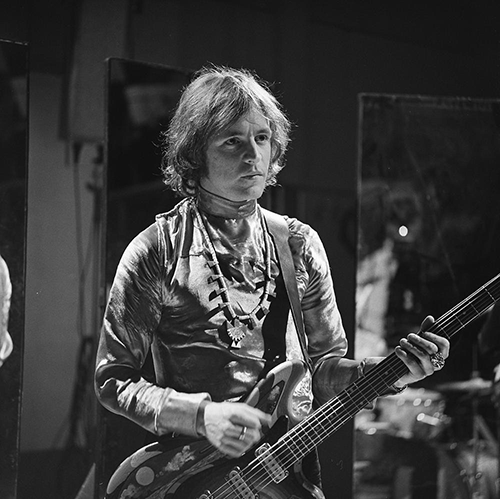
ジャック・ブルース
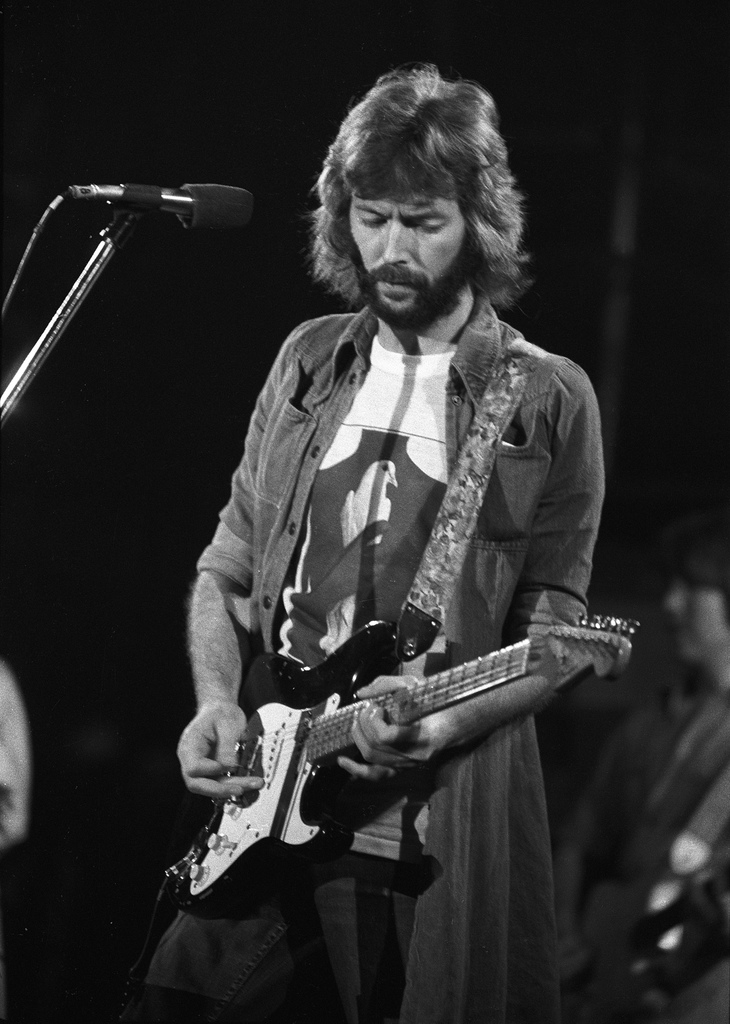
エリック・クラプトン
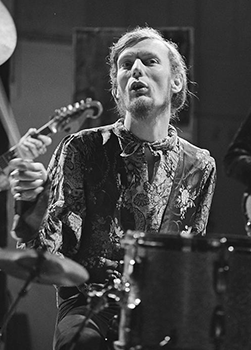
ジンジャー・ベイカー

## 経歴
ジンジャー・ベイカーが、ヤードバーズで注目され脱退後ホワイト・ブルースの名門ジョン・メイオール&ブルースブレイカーズ（以下、ブルースブレイカーズ）に在籍していたエリック・クラプトンをバンドに誘う。クラプトンは、当時マンフレッド・マンにいたジャック・ブルースをベーシストにするならば、という条件を出す。ベイカーはブルースと非常に仲が悪かったがこの条件を呑み、1966年にデビューする運びとなる。

### 結成
1966年の7月、クラプトンはすでにヤードバーズとブルースブレイカーズでの活動によって、イギリスで第一級のブルースギタリストとしての評判を得ていた。 しかし彼はブルースブレイカーズの環境を窮屈に感じ、新しいバンドで演奏することを求めていた。
1966年、クラプトンは当時グレアム・ボンド・オーガニゼーション（以下「GBO」と略）のバンド・マスターだったベイカーと出会う。GBOはグレアム・ボンド（ボーカル、オルガン、サクソフォーン）、ベイカー（ドラムス）、ジャック・ブルース｛ベース、ハーモニカ、ピアノ）、ディック・ヘクストール＝スミス（サクソフォーン）を擁し、高度な演奏力を評価されていた。しかしベイカーもGBOを息苦しく感じていた。高い人気から看板役のボンドが薬物中毒に陥り、GBOの実態は統率が崩れつつあった。ベイカーはボンドの精神不安定とメンバー同士の人間関係にうんざりしていた。「ジンジャーのことはずっと好きだった」とクラプトンは言う。「ジンジャーは、僕がジョン・メイオールと一緒に演奏するのを観に来た。ライブの後、彼のローバーでロンドンまで送ってくれた。彼の車と運転には感動した。彼は新しいバンドを始めたいと僕に言っていて、僕も同じことをずっと考えていた」。 その後2人は私的な音合わせの機会を重ね互いの演奏技術に感銘を受け、ベイカーがクラプトンを名前のない新しいグループに誘った。クラプトンは即座に受け入れるが、GBOを去ってマンフレッド・マンに在籍していたブルースをベーシストとして迎えることが条件だった。
クラプトンは1966年3月に短期間ブルースブレイカーズでプレイしていた頃にブルースと出会った。ブルースは1965年10月23日から11月21日までブルースブレイカーズのメンバーとしてステージに立ち、2人は11月6日から10回程度共演した。また同時期に2人はブルースが在籍していたマンフレッド・マンのポール・ジョーンズに誘われて、アメリカに本社があるエレクトラ・レコードがイギリスに進出した記念の一環として制作した英米バンドのオムニバス・アルバム『ホワッツ・シェイキン』の為に一時的にエリック・クラプトン・アンド・ザ・パワーハウスを結成した。クラプトンはこれらの共演からブルースのボーカルと演奏技術に感動し、彼と継続的に活動したいと思った。
クラプトンによると、運転中だったベイカーは彼が示した条件に驚くあまり車をぶつけそうになった。彼は知らなかったのだが、ブルースとベイカーは共にGBOに在籍していたものの非常に仲が悪いことで有名だった。両人は素晴らしいジャズ・ミュージシャンであり、お互いの演奏技術を尊敬してはいたが、GBOは2人のエゴを押さえ込むには小さすぎた。GBOはボンドの人気に乗じて活動を継続できたが、内情はボンドの奇行と無気力が徐々に目立ち始めたうえに、ブルースとベイカーがステージ上で演奏を放棄してケンカを始めたり一方が楽器をさぼったりするほどに険悪な関係に陥っていた。ベイカーはブルースにクビを宣告したが、その後もブルースはライブに現れ続け、1965年9月に最終的にベイカーにナイフで脅されるまでGBOから離れなかった。
にもかかわらずベイカーはメンバーそれぞれが曲と詩を出し合う、協力的なバンドになることを思い描いていた。彼はクラプトンの条件を受け入れて、自らブルースを訪ねて彼を誘い快諾を得た。バンドは「クリーム」と名付けられた。クラプトンとブルース、ベイカーは、すでにブリティッシュ・ミュージック・シーンにおけるブルースやジャズのミュージシャンの間で「cream of the crop（選りすぐりのもの）」と見なされていたからである。クリームに決定する前には、「Sweet 'n' Sour Rock 'n' Roll（甘酸っぱいロックンロール）」という名前も検討されていた。イギリスでは3人の中でクラプトンがもっとも評判を得ていたが、アメリカでは彼は知られていなかった。彼はヤードバーズの「フォー・ユア・ラヴ」がBillboard Hot 100にチャートインする前に脱退していたからだ。
クリームの非公式なデビューは、1966年7月29日、マンチェスターのライブハウス「Twisted Wheel」でのギグ。正式なデビューは、2日後にウィンザーで開催された『第6回ナショナル・ジャズ・アンド・ブルース・フェスティバル』だった。結成間もない彼等にはオリジナル曲も少なかったが、ブルースのカバーの熱の籠った演奏を繰り広げて大観衆を震撼させ、好反響を得た。10月には、ロンドンに来たばかりのジミ・ヘンドリックスが、かねてから憧れていたクラプトンとの共演を熱望して、元アニマルズのベーシストで当時ヘンドリックスのマネージャーだったチャス・チャンドラーによって彼等に紹介された。ヘンドリックスは彼等のステージに登場して「キリング・フロア」のジャムに参加し、クラプトンは彼の凄まじい演奏に衝撃を受けて泣きそうになっていたという。
英米ミュージシャンの交流から彼等のステージにはPAでアンプ・スピーカーが林立した。結成初期のうちに、ブルースがリード・ボーカルを取ることが決まった。クラプトンは歌うことを恥ずかしがって、たまにブルースのボーカルにコーラスを付ける程度だったが、やがて「フォー・アンティル・レイト」、「ストレンジ・ブルー」、「クロスロード」、「バッジ」などの主だった曲で、リード・ボーカルを取るようになった。

### 『フレッシュ・クリーム』
クリームのデビューアルバム『フレッシュ・クリーム』は、1966年に録音・発表され、イギリスのチャートで6位、アメリカのチャートで39位を記録した。収録曲は「フォー・アンティル・レイト」、「ローリン・アンド・タンブリン」（マディ・ウォーターズの曲）、「スプーンフル」（ウィリー・ディクスン作曲、ハウリン・ウルフの録音）、「アイム・ソー・グラッド」、「猫とリス」など、主にブルースのカバーだった。他にはブルースが友人の作詞家ピート・ブラウンと共作した「アイ・フィール・フリー」 やベイカー作の「いやな奴」などがある。
初期の彼等は多くの曲を演奏するタイトなバンドで、「N.S.U.」や「スウィート・ワイン」「いやな奴」など全ては5分程度にまとめられた。しかし僅か2か月後には、セットリストは短くなり、代わりに各曲の演奏時間がぐっと長くなった。

### 『カラフル・クリーム』 『クリームの素晴らしき世界』
グリニッジ・ヴィレッジを拠点にして、ヤングブラッズなど様々なミュージシャンやバンドのアレンジャーや音楽プロデューサーを務めていたフェリックス・パパラルディが、トム・ダウドによってプロデューサーに招聘された。
パパラルディは1967年の「ストレンジ・ブルー」のスタジオ録音を皮切りに、プロデュースだけでなくアレンジとキーボードやヴィオラなど様々な楽器の演奏にも携わった。

### 解散と『グッバイ・クリーム』

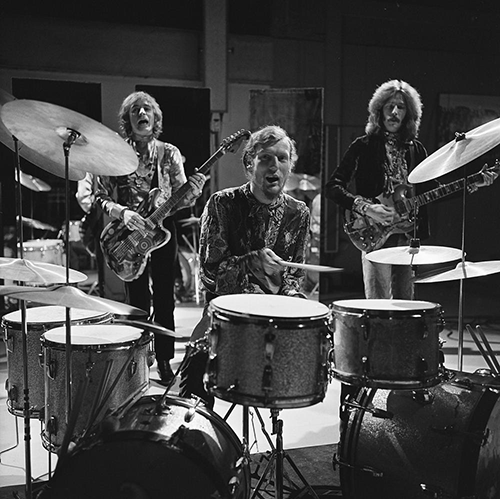
活動末期 - オランダTV出演時（1968年1月）

結成時より彼等が抱えていた根源的な問題は、ついに彼等を解散に導いた。ブルースとベイカーの対立はバンドに緊張をもたらした。クラプトンもまた、メンバーが互いの意見を十分に聞かないと感じていた。彼は「クリームがコンサートで演奏しているとき、自分が演奏を止めてもベイカーもブルースも気づかない」と語り、後期のコンサートはメンバーの見栄の張り合いだけになっていたとした。
彼等は1968年5月のアメリカツアー中に、解散を決断した。7月、アメリカでの解散ツアーとロンドンでの2回のコンサートを最後に解散することが公式発表された。彼等は11月4日のロードアイランドでのコンサートでアメリカツアーを終え、11月25日と26日にロンドンで最後のイギリス公演を行った。

### 解散後
クラプトンとベイカーは直ちにスティーヴ・ウィンウッド（元スペンサー・デイヴィス・グループ、トラフィック）、リック・グレッチ（元ファミリー）とブラインド・フェイスを結成。解散後、クラプトンは即興演奏がより少ない音楽を求めて、デラニー&ボニーとの共演やデレク・アンド・ザ・ドミノスの結成を経てソロ活動に舵を切っていった。だが彼は薬物と酒におぼれ、1976年には「キープ・ブリテン・ホワイト」という白人主義的な発言に加え、移民排斥主義者のイーノック・パウエルを支持する発言を行って厳しい批判を受けた。
ベイカーはブラインド・フェイスを基にジャズ・フュージョンのアンサンブルであるジンジャー・ベイカーズ・エアフォースを結成した。メンバーにはウィンウッド（ボーカル）、グレッチ（ベース）、グレアム・ボンド（サックス）、デニー・レイン（ギター）などがいた。
ブルースは、1969年にパパラルディのプロデュースによるアルバム『ソングス・フォー・ア・テイラー』を発表。その後、様々なソロ活動で成功をおさめた。

## 再結成

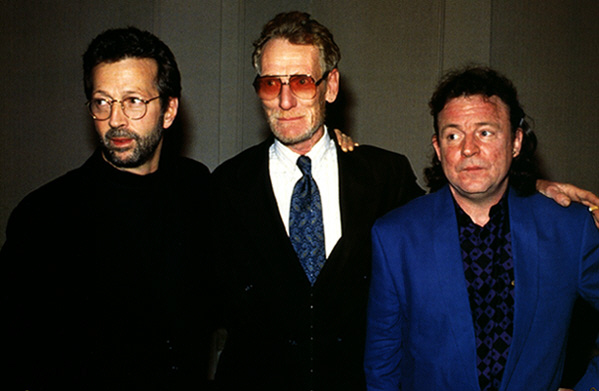
「ロックの殿堂」入りで集結したメンバー (1993年)

1993年にロックの殿堂入りを果たし（プレゼンターはZZトップ）、その場限りの再結成で「サンシャイン・ラヴ」と「クロスロード」「悪い星の下に」の3曲が演奏された。
2005年5月にも、解散前の最後のライヴを行ったロンドンのロイヤル・アルバート・ホールで、10月にはニューヨークのマディソン・スクエア・ガーデンにおいて、再結成ライブが行われた。
2014年にブルースが71歳で、2019年にはベイカーが80歳で亡くなり、現在メンバーで生存しているのはクラプトンただ1人となった。

## ディスコグラフィ

### スタジオ・アルバム
- フレッシュ・クリーム - Fresh Cream（1966年）
- カラフル・クリーム - Disraeli Gears（1967年）
- クリームの素晴らしき世界 - Wheels of Fire（1968年）
- グッバイ・クリーム - Goodbye（1969年）

### ライヴ・アルバム
- ライヴ・クリーム - Live Cream（1970年）
- ライヴ・クリーム Vol.2 - Live Cream Volume 2（1972年）
- BBCライヴ - Cream BBC（2003年）
- リユニオン・ライヴ 05 - Royal Albert Hall London May 2-3-5-6 2005（2005年）
- ライヴ・クリーム - Live Cream（1970年）

### 編集アルバム
- Best of Cream（1969年）
- Heavy Cream（1972年）
- Strange Brew: The Very Best of Cream（1983年）
- The Very Best of Cream（1995年）
- Those Were the Days（1997年）
- 20th Century Masters – The Millennium Collection: The Best of Cream（2000年）